# And Just Like That...
And Just Like That... è una serie televisiva statunitense creata da Darren Star. È il proseguimento della serie Sex and the City, basata sul romanzo omonimo di Candace Bushnell, e dei film Sex and the City (2008) e Sex and the City 2 (2010)

## Trama
Carrie, Miranda e Charlotte sono amiche da sempre, ma New York non è più la stessa città degli anni Novanta. Le amiche affrontano le difficoltà della vita e dell'amicizia a cinquanta anni.

## Episodi
| Stagione         | Episodi | Pubblicazione USA | Prima TV Italia |
| ---------------- | ------- | ----------------- | --------------- |
| Prima stagione   | 10      | 2021-2022         | 2021-2022       |
| Seconda stagione | 11      | 2023              | 2023            |
| Terza stagione   | 12      | 2025              | 2025            |

## Personaggi e interpreti

### Principali
- Carrie Bradshaw (stagioni 1-3), interpretata da Sarah Jessica Parker, doppiata da Barbara De Bortoli.
Felicemente sposata con John "Big" Preston, Carrie partecipa a un podcast LGBTQ-friendly e orientato al sesso condotto da Che Diaz.
- Miranda Hobbes (stagioni 1-3), interpretata da Cynthia Nixon, doppiata da Valeria Perilli.
Prosegue gli studi con un master in scienze umanistiche mentre prova un'attrazione verso la conduttrice del podcast, Che Diaz.
- Charlotte York Goldenblatt (stagioni 1-3), interpretata da Kristin Davis, doppiata da Stella Musy.
Charlotte e Harry stravedono per loro figlie: Lily abile nella musica e Rose di mentalità indipendente.
- Anthony Marentino (stagioni 1-3), interpretato da Mario Cantone, doppiato da Oreste Baldini.
Amico di Charlotte, marito di Stanford ed ex wedding planner che, dopo la pandemia, apre una panetteria.
- Steve Brady (stagioni 1-3), interpretato da David Eigenberg, doppiato da Luca Dal Fabbro.
Marito di Miranda.
- Stanford Blatch (stagione 1), interpretato da Willie Garson, doppiato da Francesco Meoni.
Agente di talento, amico di Carrie e marito di Anthony.
- Harry Goldenblatt (stagione 1-in corso), interpretato da Evan Handler, doppiato da Stefano Mondini.
Avvocato divorzista e marito di Charlotte.
- Che Diaz (stagioni 1-2), interpretata da Sara Ramírez, doppiata da Anna Cugini.
Conduttrice e comica non-binaria del podcast in cui partecipa Carrie.
- Mr. Big / John James Preston (stagione 1), interpretato da Chris Noth, doppiato da Gino La Monica.
Marito di Carrie che muore per un infarto dopo un allenamento sulla cyclette.
- Seema Patel (stagioni 1-3), interpretata da Sarita Choudhury, doppiata da Irene Di Valmo.
Agente immobiliare incaricata di vendere l'appartamento di Carrie e John.
- Lily Goldenblatt (stagioni 2-3, ricorrente stagione 1), interpretata da Cathy Ang, doppiata da Carolina Gusev.
Figlia adottata da Charlotte e Harry.
- Brady Hobbes (stagioni 2-3, ricorrente stagione 1), interpretato da Niall Cunningham, doppiato da Mirko Cannella.
Figlio adolescente di Miranda e Steve.
- Herbert Wexley (stagione 2-in corso, ricorrente stagione 1), interpretato da Chris Jackson, doppiato da Massimo Bitossi.
Banchiere e marito di Lisa.
- Lisa Todd Wexley / LTW (stagioni 2-3, ricorrente stagione 1), interpretata da Nicole Ari Parker, doppiata da Selvaggia Quattrini.
Documentarista, filantropa e moglie di Herbert con cui Charlotte inizia a coltivare un'amicizia.
- Rose "Rock" Goldenblatt (stagioni 2-3, ricorrente stagione 1), interpretata da Alexa Swinton, doppiata da Sara Del Bufalo.
Figlia non-binaria di Charlotte e Harry.
- Dott.ssa Nya Wallace (stagione 2, ricorrente stagione 1), interpretata da Karen Pittman, doppiata da Laura Romano.
Professoressa di Miranda alla Columbia University.
- Aidan Shaw (stagioni 2-3), interpretato da John Corbett, doppiato da Vittorio Guerrieri.
Ex fidanzato di Carrie.
- Giuseppe (stagione 3, ricorrente stagione 2), interpretato da Sebastiano Pigazzi, doppiato da Manuel Meli (stagione 3).
Giovane poeta italiano assunto da Charlotte per comparire nel talk show di Drew Barrymore insieme a Anthony.
- Joy (stagione 3, guest star stagione 2), interpretata da Dolly Wells, doppiata da Emanuela Damasio.
Produttrice della BBC che intervista Miranda.

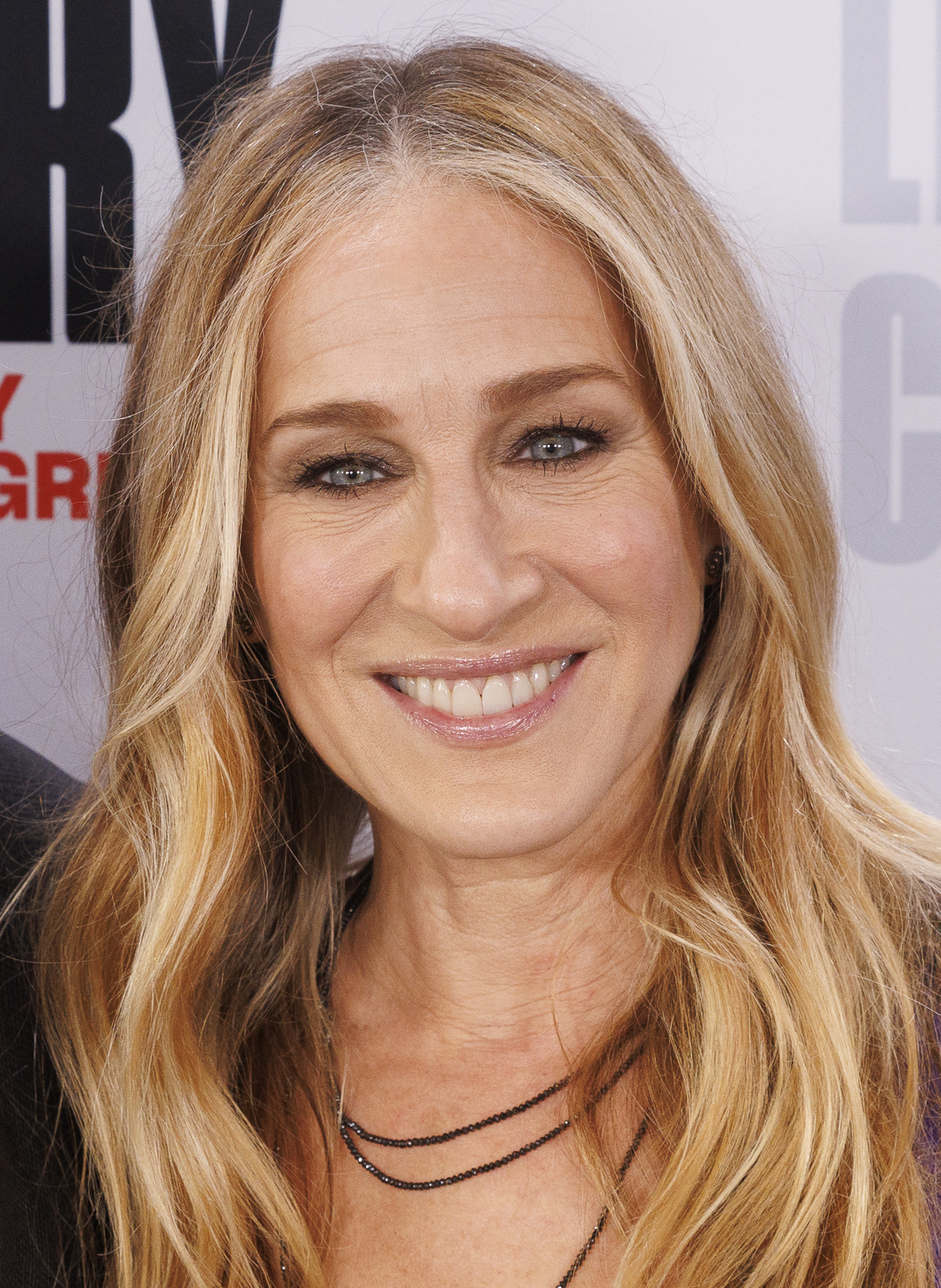
Sarah Jessica Parker
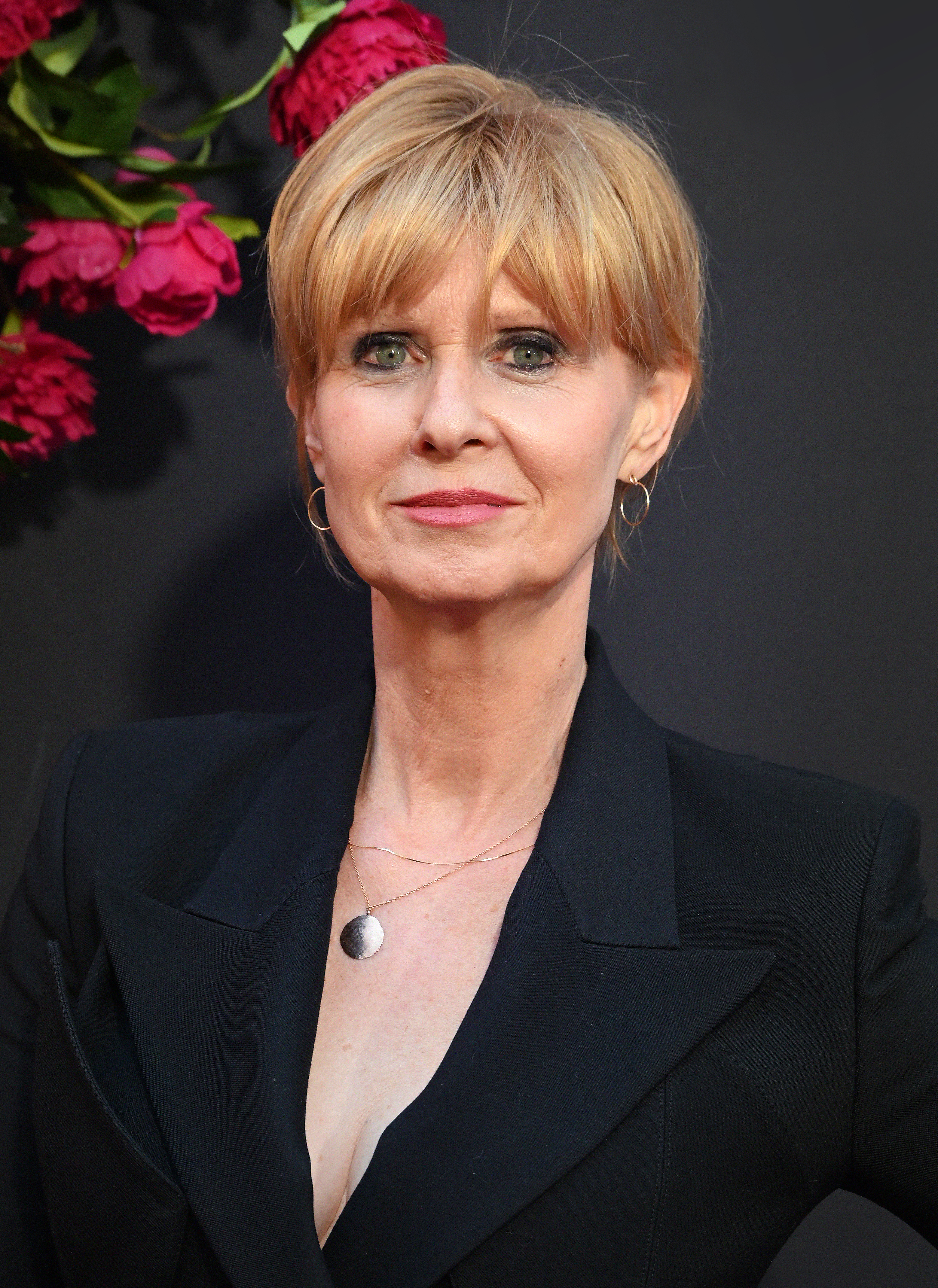
Cynthia Nixon
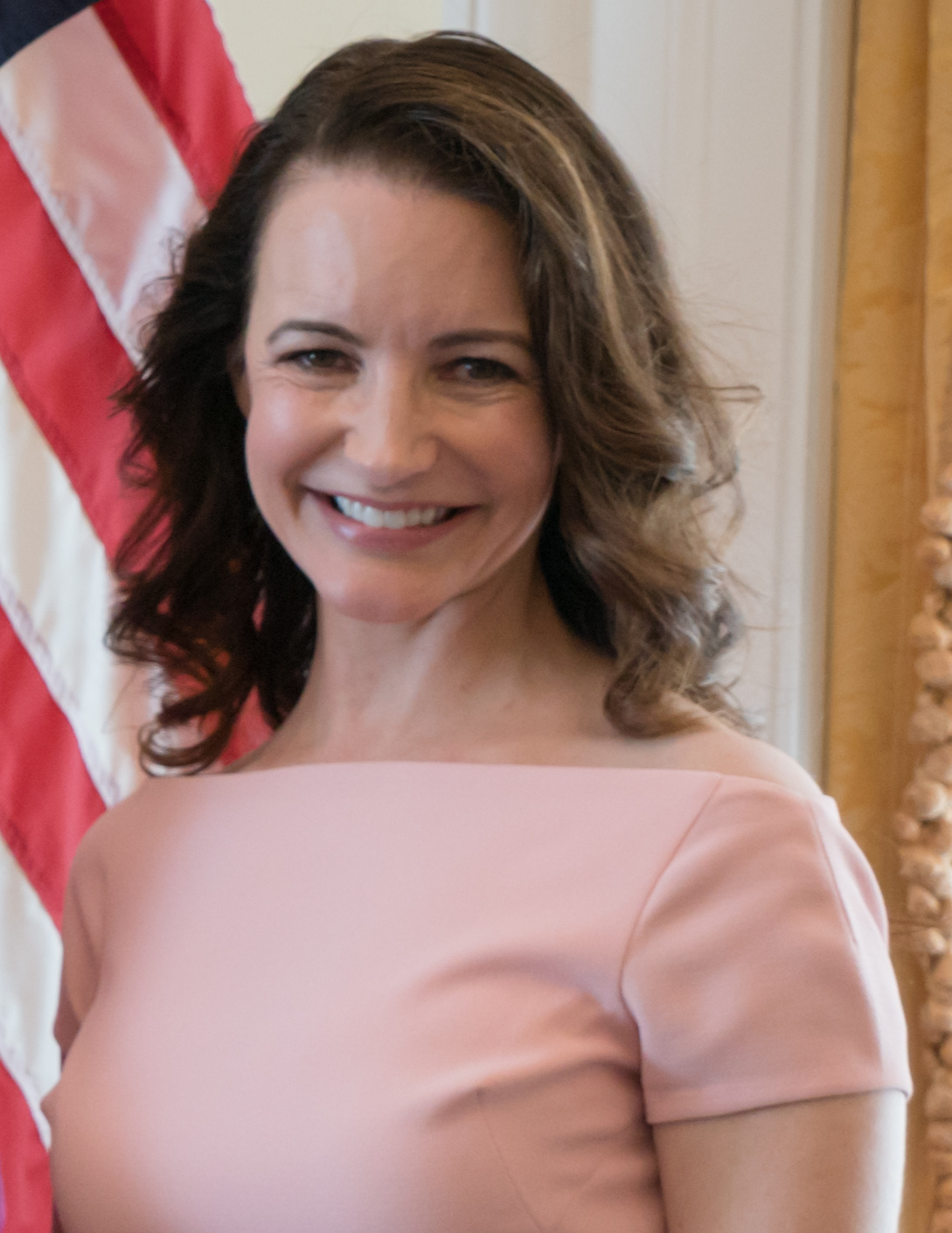
Kristin Davis
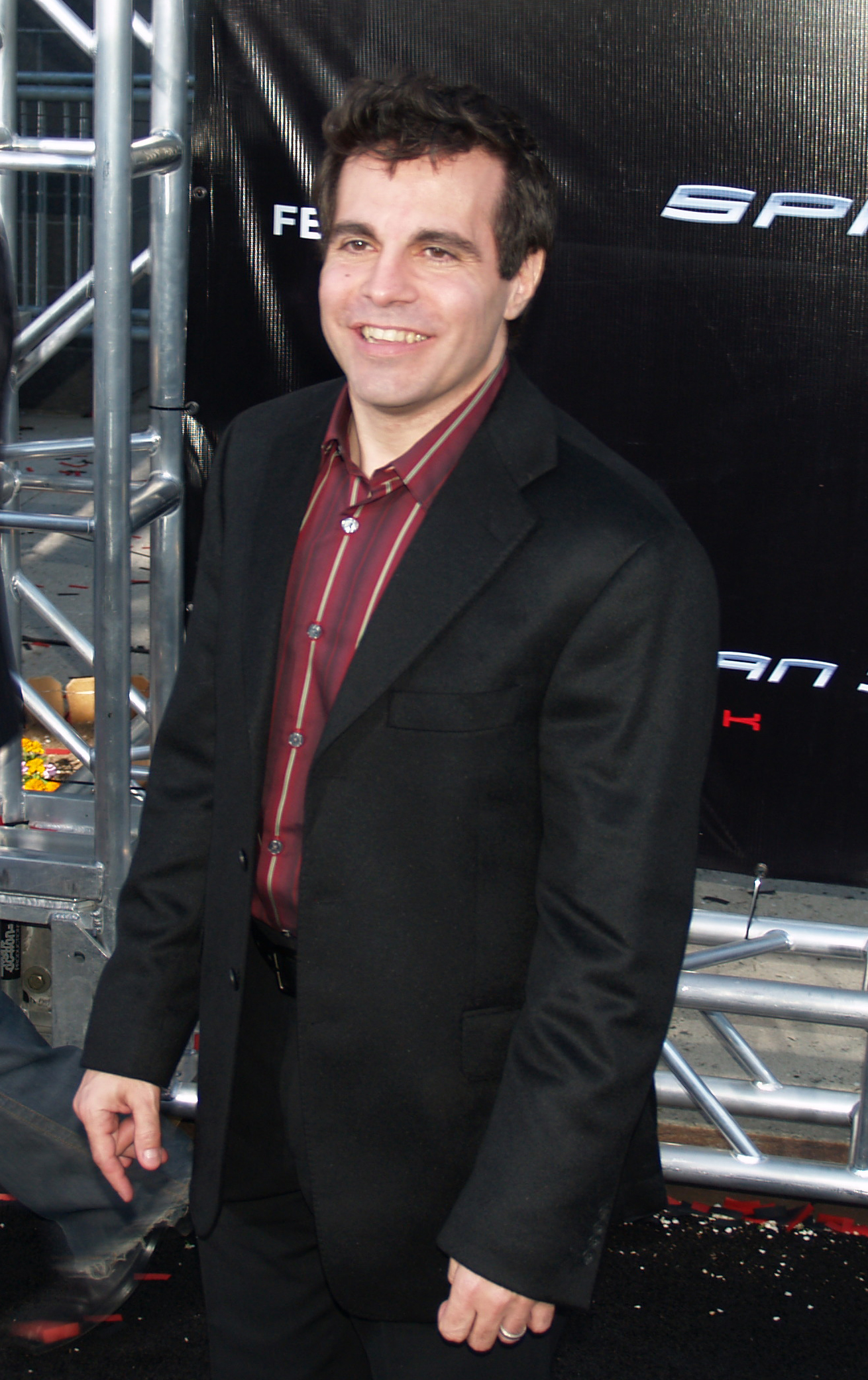
Mario Cantone
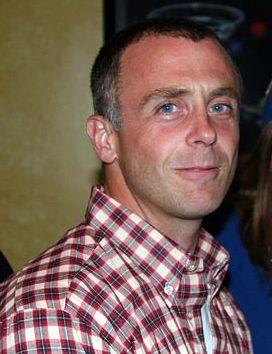
David Eigenberg
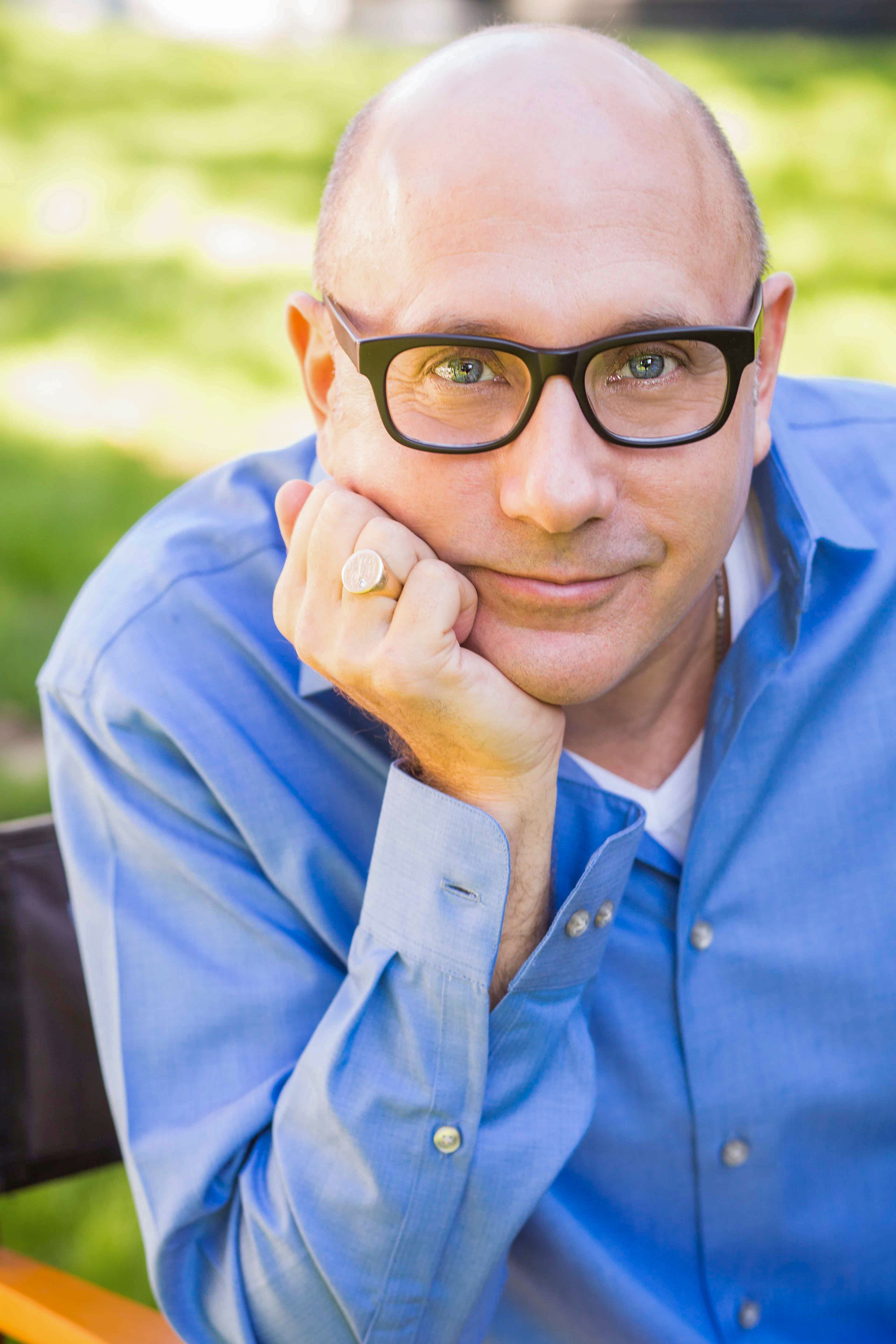
Willie Garson
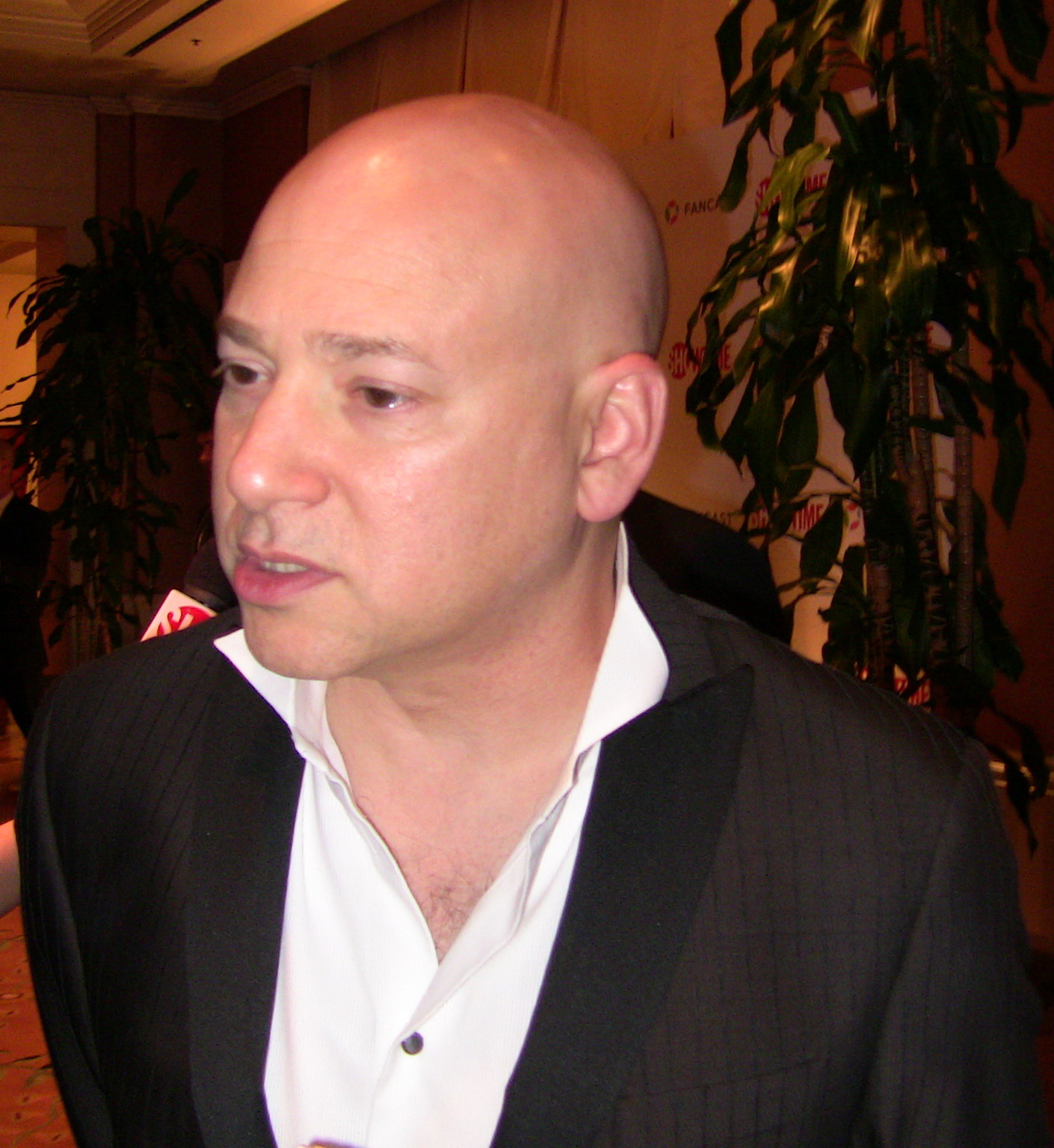
Evan Handler
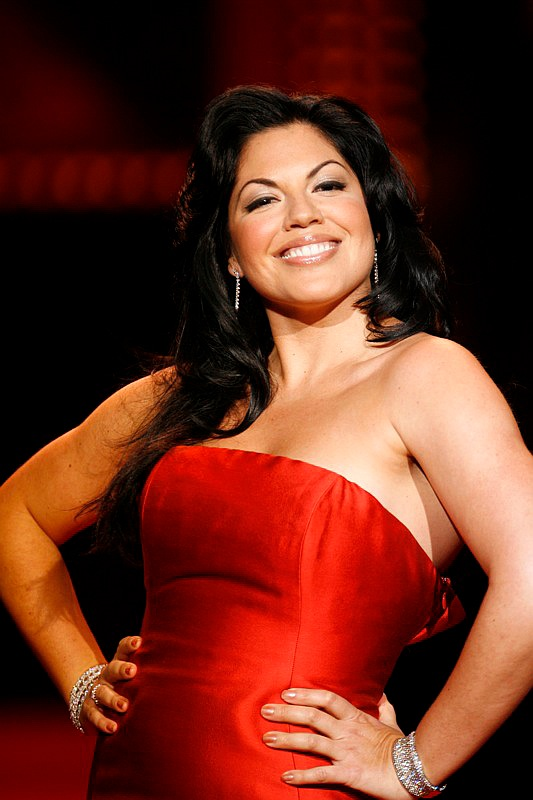
Sara Ramírez
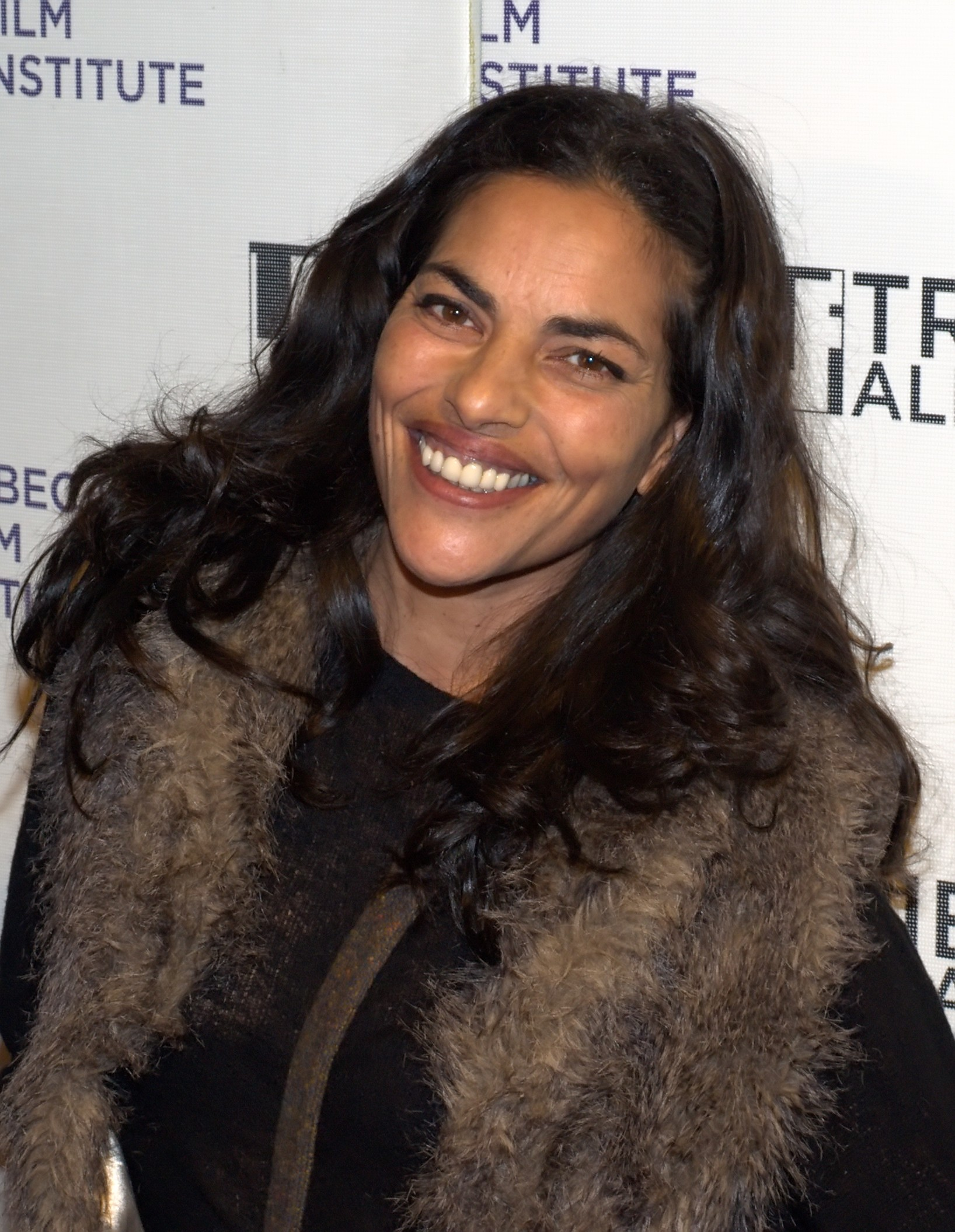
Sarita Choudhury
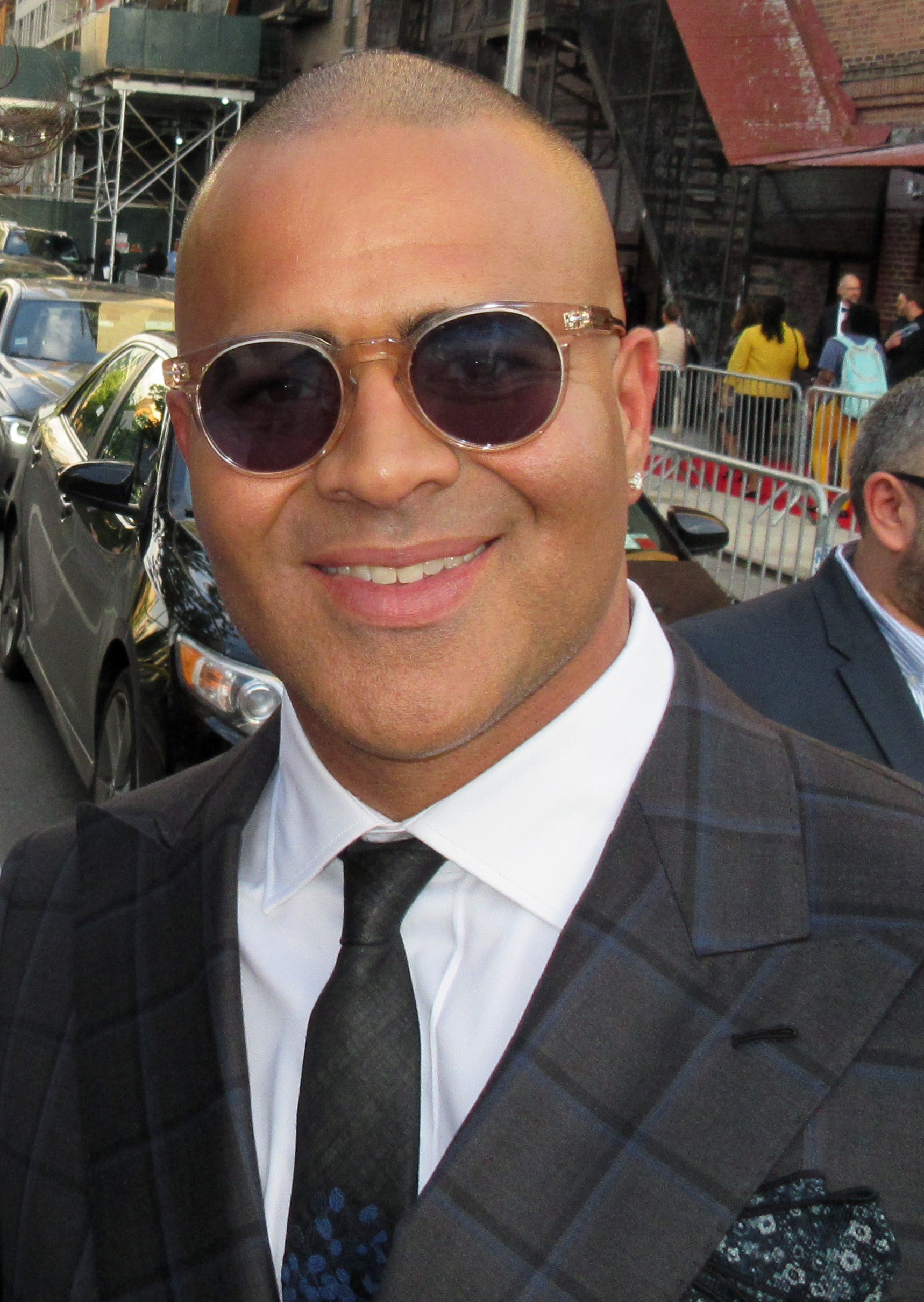
Chris Jackson
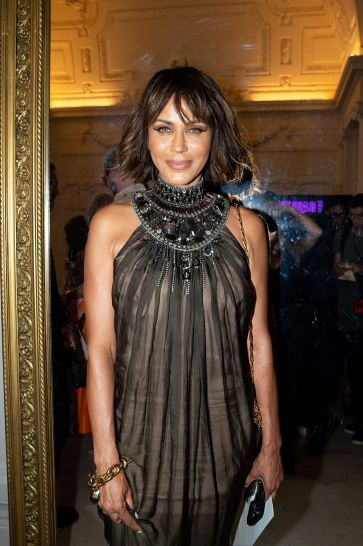
Nicole Ari Parker
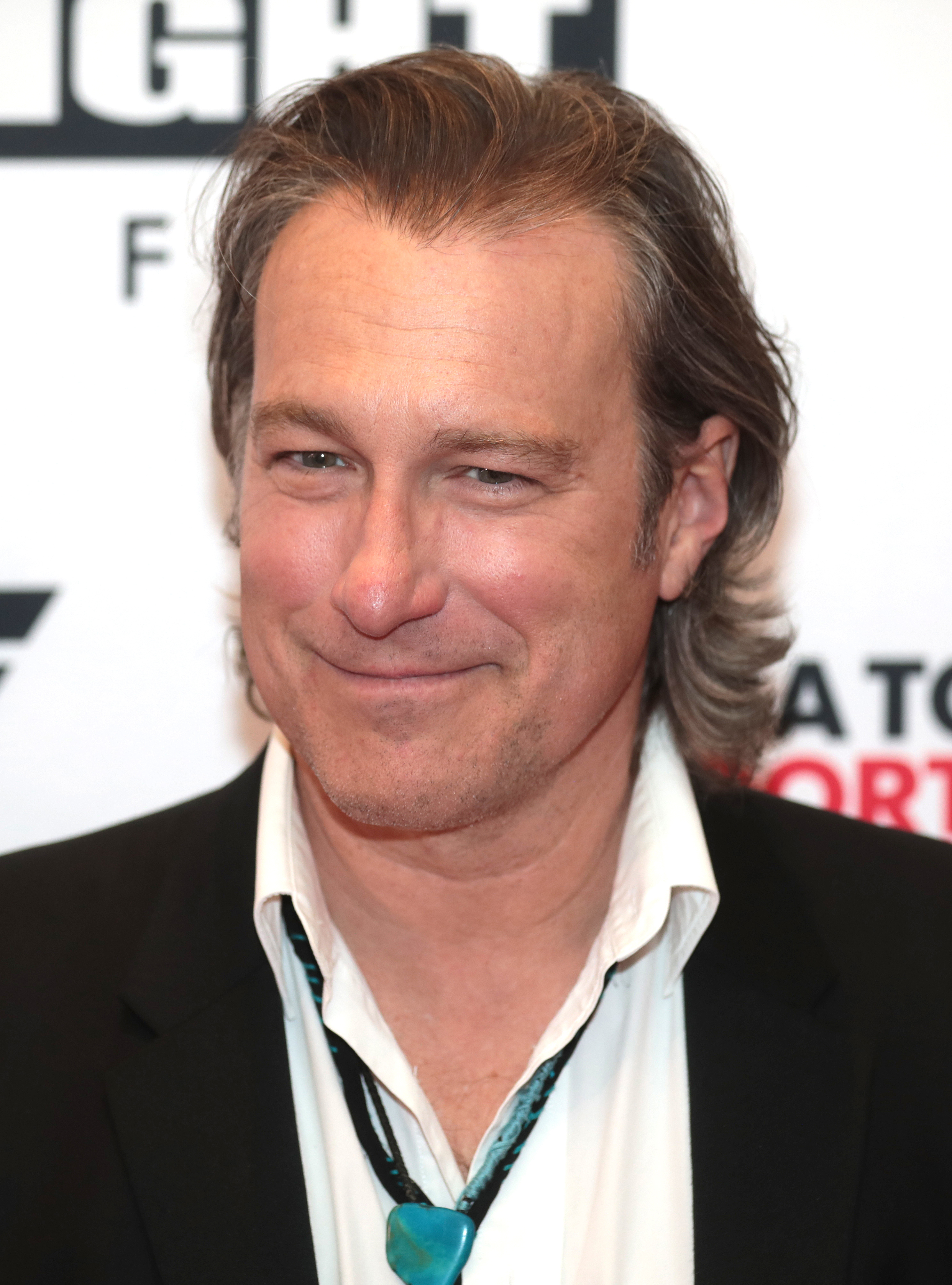
John Corbett
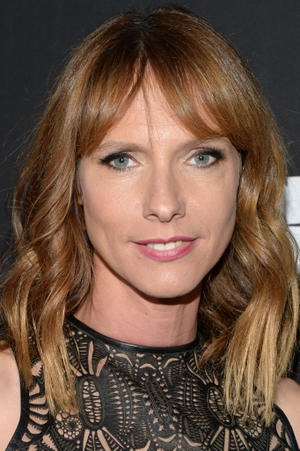
Dolly Wells

### Ricorrenti
- Jackie Nee (stagioni 1-2), interpretato da Bobby Lee, doppiato da Paolo Vivio.
Co-conduttore del podcast con Che.
- Andre Rashad Wallace (stagioni 1-2), interpretato da LeRoy McClain, doppiato da Marco Vivio.
Musicista e marito di Nya che insieme stanno cercando di concepire un figlio con la fecondazione in vitro.
- Luisa Torres (stagione 1), interpretata da Cree Cicchino, doppiata da Federica Russello.
Ragazza di Brady.
- Eunice Wexley (stagioni 1-3), interpretata da Pat Bowie, doppiata da Graziella Polesinanti.
Pianista di fama mondiale e madre di Herbert.
- Franklyn Silvias (stagioni 1-2), interpretato da Ivan Hernandez, doppiato da Gabriele Tacchi (stagione 1) e da Edoardo Stoppacciaro (stagione 2).
Produttore del podcast condotto da Che.
- Lisette Alee (stagioni 1-3), interpretata da Katerina Tannenbau, doppiata da Valentina Favazza.
Vicina di casa di Carrie e designer di gioielli californiana.
- Zed (stagioni 1-2), interpretato da William Abadie, doppiato da Edoardo Stoppacciaro (stagione 1) e da Simone D'Andrea (stagione 2).
Proprietario di un disco club e amante di Seema.
- Herbert Wexley Jr. (stagioni 2-3), interpretato da Elijah Jacob.
Figlio adolescente di Lisa e Herbert.
- Judy (stagione 2), interpretata da Patricia Black, doppiata da Stefania Romagnoli.
Segretaria della clinica veterinaria che offre a Che il suo precedente lavoro.
- Ravi Gordi (stagione 2, guest star stagione 3), interpretato da Armin Amiri, doppiato da Alessio Cigliano (stagione 3).
Regista cinematografico e cliente di Seema che sta cercando di affittare un appartamento a New York.
- Adam (stagione 3), interpretato da Logan Marshall-Green, doppiato da Davide Perino.
Architetto paesaggista assunto da Carrie per ripristinare il suo giardino.
- Marion Odin (stagione 3), interpretato da Mehcad Brooks, doppiato da Riccardo Scarafoni.
Nuovo montatore della docu-serie di Lisa.
- Duncan Reeves (stagione 3), interpretato da Jonathan Cake, doppiato da Alberto Bognanni.
Scrittore londinese e nuovo vicino di Carrie che abita nell'appartamento al piano di sotto.

### Guest star
- Bitsy von Muffling (stagioni 1-3), interpretata da Julie Halston, doppiata da Alessandra Korompay (stagioni 1-2) e da Melina Martello (stagione 3).
Socialite e vedova di Bobby.
- Susan Sharon (stagione 1), interpretata da Molly Price, doppiata da Ilaria Latini.
Amica di Carrie.
- Gloria Marquette (stagione 1), interpretata da Brenda Vaccaro, doppiata da Aurora Cancian.
Segretaria di John.
- Natasha Naginsky-Mills (stagione 1), interpretata da Bridget Moynahan, doppiata da Francesca Fiorentini.
Ex fidanzata di Mr. Big.
- Norman (stagione 1), interpretato da Frank Wood.
Fratello di Mr. Big.
- Dott. Paul David (stagione 1), interpretato da Jonathan Groff, doppiato da Luca Appettiti.
Chirurgo plastico prenotato da Stanford prima di stabilirsi in Giappone.
- Amanda (stagioni 1-3), interpretata da Ashlie Atkinson, doppiata da Stefanella Marrama.
Editrice di Carrie.
- Peter (stagione 1), interpretato da Jon Tenney, doppiato da Francesco Prando.
Affascinante vedovo con cui Carrie ha un appuntamento.
- Jen (stagione 1), interpretata da Hari Nef.
Rabbina che celebra il bat mitzvah di Charlotte.
- Toussaint Feldman (stagione 2), interpretato da Gary Dourdan, doppiato da Simone Mori.
Chef stellato che prepara la cena di addio all'appartemnto di Carrie.
- Lyle (stagione 2), interpretato da Oliver Hudson, doppiato da Christian Iansante.
Marito di Che.
- Greg (stagioni 2-3), interpretato da Tim Bagley, doppiato da Roberto Certomà.
Preside del liceo di Lily e Herbert Jr.
- Mark Kasabian (stagioni 2-3), interpretato da Victor Garber, doppiato da Gianni Giuliano.
Famoso proprietario di una galleria d'arte che offre un impiego a Charlotte.
- Enid Frick (stagione 2), interpretata da Candice Bergen, doppiata da Angiola Baggi.
Ex capo di Carrie a Vogue che lancia una propria rivista digitale chiamata Vivant, dedicata alle donne in pensione.
- Amelia Carcy (stagione 2), interpretata da Miriam Shor, doppiata da Sabrina Duranti.
Lettrice di audiolibri di Jane Austen ammirata da Miranda.
- Elliot (stagioni 2-3), interpretato da John Glover, doppiato da Enrico Di Troia (stagione 2) e da Ambrogio Colombo (stagione 3).
Partner di Seema nell'agenzia immobiliare.
- Kathy (stagioni 2-3), interpretata da Rosemarie DeWitt, doppiata da Tiziana Avarista (stagione 2) e da Chiara Colizzi (stagione 3).
Ex moglie di Aidan.
- Suor Mary (stagione 3), interpretata da Rosie O'Donnell, doppiata da Eleonora De Angelis.
Suora canadese in vacanza a New York che perde la verginità con Miranda.
- Morris Goldenblatt (stagione 3), interpretato da Harris Yulin, doppiato da Carlo Valli.
Padre di Harry.
- Lucille Highwater (stagione 3), interpretata da Jenifer Lewis, doppiata da Alessandra Cassioli.
Direttrice del teatro del padre di Lisa che organizza il suo funerale.
- Dott.ssa Gianna Amato (stagione 3), interpretata da Patti LuPone, doppiata da Antonella Giannini.
Psicologa e madre di Giuseppe che vive a Roma.

## Produzione
Nel 2021 è stata ufficializzata la notizia di un revival della serie, senza la partecipazione dell'interprete di Samantha Jones, Kim Cattrall, che ha rifiutato il lavoro a causa di dissapori con la Parker.
Il 22 marzo 2022 HBO Max ha rinnovato la serie per una seconda stagione. Il 22 agosto 2023 la serie è stata rinnovata per una terza stagione.
Il 1º agosto 2025 Michael Patrick King ha svelato che la serie si sarebbe conclusa con la terza stagione. Inoltre, estendendo l'ordine della stagione da dieci a dodici episodi, il finale di serie è stato diviso in due parti.

### Riprese
La produzione è iniziata nel giugno 2021 a New York. Le riprese sono iniziate a New York il 9 luglio 2021 e sono state celebrate dalla pubblicazione di una foto promozionale di Parker, Nixon e Davis per le strade di Manhattan. L'11 ottobre seguente è stato riferito che le riprese si erano svolte a Parigi. Le riprese della prima stagione si sono concluse il 6 dicembre 2021.
Le riprese della seconda stagione sono iniziate il 4 ottobre 2022 e si sono concluse il 14 aprile 2023 a New York. Le riprese della terza stagione sono iniziate il 1° maggio 2024 e si sono concluse il 28 ottobre seguente.

## Distribuzione
La serie reboot è stata distribuita da HBO Max negli Stati Uniti d'America dal 9 dicembre 2021 al 14 agosto 2025. In Italia è stata trasmessa su Sky Serie dal 18 dicembre 2021 al 15 agosto 2025.
La seconda stagione è stata pubblicata dal 22 giugno 2023 e dal giorno seguente in Italia. La terza stagione è stata resa disponibile dal 29 maggio 2025 e dal giorno seguente in Italia.

### Edizione italiana
La direzione del doppiaggio è a cura di Rodolfo Bianchi e di Stella Musy, su dialoghi di Valerio Piccolo e Emanuela Amato, per conto di Studio Emme.

## Accoglienza

### Critica
La prima stagione ha ricevuto recensioni contrastanti dalla critica. Rotten Tomatoes riporta il 48% delle recensioni professionali positive, con un voto medio di 5,5 su 10 basato su 80 critiche. Il consenso critico del sito web indica: «And Just Like That... fallisce nel ricreare l'effervescenza esaltante di Sex and the City, ma come un ottimo vino, questi personaggi hanno sviluppato intensità più complesse con l'età.» Metacritic, invece, ha assegnato un punteggio di 55 su 100 basato su 33 recensioni, indicando "recensioni miste".
Judy Berman di Time Magazine ritiene che "la scintilla si è spenta quando il finale della serie ha promosso Mr. Big da scapolo tossico a Il principe azzurro di Carrie" e si domanda se lo spettatore dovesse "ridere o piangere quando il primo rapporto tra Miranda e il boss del podcast non binario di Carrie ha fatto sì che la stessa Carrie, convalescente, non potesse accedere al bagno", specificando che la scena l'ha fatta sentire "profondamente a disagio".
Lina Lecaro di L.A. Weekly sottolinea invece che "i vecchi personaggi hanno perso la loro scintilla e quelli nuovi appaiono forzati, in particolare il nuovo interesse amoroso di Miranda, Che, una persona non binaria la cui interpretazione è risultata essere tanto sciocca da far arrabbiare quasi l'intera comunità queer" e che lo show si limita a "offrire una visione deprimente dell'amore maturo e dell'amicizia".
Anche la seconda stagione ha ricevuto recensioni contrastanti da parte dalla critica. Rotten Tomatoes riporta il 65% delle recensioni professionali positive, con un voto medio di 6,25 su 10 basato su 51 critiche. Il consenso critico del sito web indica: «And Just Like That... ancora incespica dove Sex and the City un tempo avanzava con sicurezza, ma questa seconda stagione migliorata si avvicina molto di più all'offrire ai fan il loro Cosmopolitan preferito con una svolta.» Metacritic, invece, ha assegnato un punteggio di 57 su 100 basato su 18 recensioni, indicando "recensioni miste".
La terza stagione ha ricevuto recensioni miste dalla critica. Rotten Tomatoes riporta il 53% delle recensioni professionali positive basato su 36 critiche. Il consenso critico del sito web indica: «Avendo finalmente scrollato di dosso la ruggine e mentre inizia a comportasi alla sua età, And Just Like That... si sente a suo agio nella propria pelle in questa terza stagione notevolmente migliorata.» Metacritic ha assegnato un punteggio di 66 su 100 basato su 11 recensioni, indicando "recensioni generalmente favorevoli".

## Riconoscimenti
- 2024 – GLAAD Media Award[32]
  - Candidatura alla miglior serie commedia